# Lijst van darters met een PDC Tourkaart 2022
Aan 128 dartsspelers van de Professional Darts Corporation werden voor 2022 tourkaarten toegekend waarmee zij deel mogen nemen aan alle Players Championships, UK Open Qualifiers en European Tour Qualifiers.
Nieuwe spelers hebben een tourkaart voor ten minste 2 jaar waarbij de verdiensten op nul worden gezet. Op PDC Pro Tour 2021 vindt men wie zich hiervoor heeft geplaatst. Deze ranglijst is niet te verwarren met de PDC Order of Merit, die de bijgewerkte stand op een bepaalde datum aangeeft.

## Spelers
Kirk Shepherd en Robert Marijanović gaven hun tourkaart na één jaar terug waardoor er twee extra plaatsen vrijkwamen op de Q-school 2022.
De lijst voor 2022 ziet er als volgt uit:
| Nr. | Speler                | Prijzengeld | Kwalificatie door        |
| --- | --------------------- | ----------- | ------------------------ |
| 1   | Gerwyn Price          | £ 1.206.750 | Order of Merit top 64    |
| 2   | Peter Wright          | £ 1.191.500 | Order of Merit top 64    |
| 3   | Michael van Gerwen    | £ 656.750   | Order of Merit top 64    |
| 4   | James Wade            | £ 564.750   | Order of Merit top 64    |
| 5   | Michael Smith         | £ 540.750   | Order of Merit top 64    |
| 6   | Gary Anderson         | £ 487.500   | Order of Merit top 64    |
| 7   | José de Sousa         | £ 429.750   | Order of Merit top 64    |
| 8   | Jonny Clayton         | £ 415.250   | Order of Merit top 64    |
| 9   | Dimitri Van den Bergh | £ 408.750   | Order of Merit top 64    |
| 10  | Rob Cross             | £ 357.000   | Order of Merit top 64    |
| 11  | Joe Cullen            | £ 313.750   | Order of Merit top 64    |
| 12  | Krzysztof Ratajski    | £ 310.250   | Order of Merit top 64    |
| 13  | Dave Chisnall         | £ 288.000   | Order of Merit top 64    |
| 14  | Nathan Aspinall       | £ 275.000   | Order of Merit top 64    |
| 15  | Dirk van Duijvenbode  | £ 271.750   | Order of Merit top 64    |
| 16  | Ryan Searle           | £ 261.250   | Order of Merit top 64    |
| 17  | Mervyn King           | £ 241.250   | Order of Merit top 64    |
| 18  | Danny Noppert         | £ 233.750   | Order of Merit top 64    |
| 19  | Luke Humphries        | £ 224.500   | Order of Merit top 64    |
| 20  | Stephen Bunting       | £ 224.250   | Order of Merit top 64    |
| 21  | Gabriel Clemens       | £ 218.250   | Order of Merit top 64    |
| 22  | Daryl Gurney          | £ 213.250   | Order of Merit top 64    |
| 23  | Brendan Dolan         | £ 206.000   | Order of Merit top 64    |
| 24  | Ian White             | £ 200.000   | Order of Merit top 64    |
| 25  | Simon Whitlock        | £ 199.750   | Order of Merit top 64    |
| 26  | Devon Petersen        | £ 195.500   | Order of Merit top 64    |
| 27  | Mensur Suljović       | £ 192.000   | Order of Merit top 64    |
| 28  | Vincent van der Voort | £ 178.000   | Order of Merit top 64    |
| 29  | Damon Heta            | £ 177.250   | Order of Merit top 64    |
| 30  | Callan Rydz           | £ 175.250   | Order of Merit top 64    |
| 31  | Glen Durrant          | £ 169.500   | Order of Merit top 64    |
| 32  | Chris Dobey           | £ 156.500   | Order of Merit top 64    |
| 33  | Ross Smith            | £ 144.250   | Order of Merit top 64    |
| 34  | Ryan Joyce            | £ 128.000   | Order of Merit top 64    |
| 35  | Kim Huybrechts        | £ 123.000   | Order of Merit top 64    |
| 36  | Jermaine Wattimena    | £ 116.250   | Order of Merit top 64    |
| 37  | William O'Connor      | £ 111.250   | Order of Merit top 64    |
| 38  | Jamie Hughes          | £ 111.250   | Order of Merit top 64    |
| 39  | Adrian Lewis          | £ 106.750   | Order of Merit top 64    |
| 40  | Martijn Kleermaker    | £ 105.500   | Order of Merit top 64    |
| 41  | Ricky Evans           | £ 103.000   | Order of Merit top 64    |
| 42  | Adam Hunt             | £ 87.500    | Order of Merit top 64    |
| 43  | Darius Labanauskas    | £ 86.000    | Order of Merit top 64    |
| 44  | Steve Lennon          | £ 85.000    | Order of Merit top 64    |
| 45  | Jeffrey de Zwaan      | £ 82.750    | Order of Merit top 64    |
| 46  | Jason Lowe            | £ 80.500    | Order of Merit top 64    |
| 47  | Luke Woodhouse        | £ 71.250    | Order of Merit top 64    |
| 48  | Maik Kuivenhoven      | £ 70.750    | Order of Merit top 64    |
| 49  | Madars Razma          | £ 70.750    | Order of Merit top 64    |
| 50  | Steve Beaton          | £ 70.000    | Order of Merit top 64    |
| 51  | Alan Soutar           | £ 67.000    | Order of Merit top 64    |
| 52  | Ron Meulenkamp        | £ 64.000    | Order of Merit top 64    |
| 53  | Jeff Smith            | £ 59.000    | Order of Merit top 64    |
| 54  | Steve West            | £ 58.500    | Order of Merit top 64    |
| 55  | William Borland       | £ 57.000    | Order of Merit top 64    |
| 56  | Andy Boulton          | £ 56.500    | Order of Merit top 64    |
| 57  | Keegan Brown          | £ 55.000    | Order of Merit top 64    |
| 58  | Raymond van Barneveld | £ 53.500    | Order of Merit top 64    |
| 59  | Mike De Decker        | £ 53.000    | Order of Merit top 64    |
| 60  | Ryan Meikle           | £ 52.750    | Order of Merit top 64    |
| 61  | Boris Krčmar          | £ 50.000    | Order of Merit top 64    |
| 62  | Florian Hempel        | £ 49.000    | Order of Merit top 64    |
| 63  | John Henderson        | £ 48.750    | Order of Merit top 64    |
| 64  | Max Hopp              | £ 48.000    | Order of Merit top 64    |
| 65  | Martin Schindler      | £ 45.500    | Q-School 2021            |
| 66  | Ritchie Edhouse       | £ 45.250    | Challenge Tour 2020      |
| 67  | Keane Barry           | £ 40.250    | Development Tour 2020    |
| 68  | Scott Mitchell        | £ 37.500    | Q-School 2021            |
| 69  | Lewis Williams        | £ 35.250    | Q-School 2021            |
| 70  | Joe Murnan            | £ 35.000    | Q-School 2021            |
| 71  | Jason Heaver          | £ 32.500    | Q-School 2021            |
| 72  | Boris Koltsov         | £ 23.000    | Q-School 2021            |
| 73  | Gordon Mathers        | £ 18.000    | Q-School 2021            |
| 74  | Adam Gawlas           | £ 17.500    | Q-School 2021            |
| 75  | John Michael          | £ 14.250    | Q-School 2021            |
| 76  | Peter Hudson          | £ 13.500    | Q-School 2021            |
| 77  | Eddy Lovely           | £ 11.500    | Q-School 2021            |
| 78  | Niels Zonneveld       | £ 10.750    | Q-School 2021            |
| 79  | Geert De Vos          | £ 10.000    | Q-School 2021            |
| 80  | Martin Lukeman        | £ 9.500     | Q-School 2021            |
| 81  | Danny Baggish         | £ 8.000     | Q-School 2021            |
| 82  | Andrew Gilding        | £ 8.000     | Q-School 2021            |
| 83  | Geert Nentjes         | £ 8.000     | Q-School 2021            |
| 84  | John Brown            | £ 8.000     | Q-School 2021            |
| 85  | Jack Main             | £ 7.000     | Q-School 2021            |
| 86  | Jonathan Worsley      | £ 6.500     | Q-School 2021            |
| 87  | David Evans           | £ 6.000     | Challenge Tour 2020      |
| 88  | Berry van Peer        | £ 6.000     | Development Tour 2020    |
| 89  | Zoran Lerchbacher     | £ 6.000     | Q-School 2021            |
| 90  | Brett Claydon         | £ 5.000     | Q-School 2021            |
| 91  | Jake Jones            | £ 3.500     | Q-School 2021            |
| 92  | Michael Unterbuchner  | £ 1.500     | Q-School 2021            |
| 93  | Jim Williams          | £ 0         | UK Challenge Tour 2021   |
| 94  | Matt Campbell         | £ 0         | EU Challenge Tour 2021   |
| 95  | Bradley Brooks        | £ 0         | UK Development Tour 2021 |
| 96  | Rusty-Jake Rodriguez  | £ 0         | EU Development Tour 2021 |
| 97  | José Justicia         | £ 0         | Q-School 2022            |
| 98  | James Wilson          | £ 0         | Q-School 2022            |
| 99  | Brian Raman           | £ 0         | Q-School 2022            |
| 100 | Darren Webster        | £ 0         | Q-School 2022            |
| 101 | Luc Peters            | £ 0         | Q-School 2022            |
| 102 | Ross Montgomery       | £ 0         | Q-School 2022            |
| 103 | Krzysztof Kciuk       | £ 0         | Q-School 2022            |
| 104 | Josh Rock             | £ 0         | Q-School 2022            |
| 105 | Mario Vandenbogaerde  | £ 0         | Q-School 2022            |
| 106 | Jules van Dongen      | £ 0         | Q-School 2022            |
| 107 | Kevin Doets           | £ 0         | Q-School 2022            |
| 108 | Tony Martinez         | £ 0         | Q-School 2022            |
| 109 | Danny Jansen          | £ 0         | Q-School 2022            |
| 110 | Radosław Szagański    | £ 0         | Q-School 2022            |
| 111 | Damian Mol            | £ 0         | Q-School 2022            |
| 112 | Jimmy Hendriks        | £ 0         | Q-School 2022            |
| 113 | Ricardo Pietreczko    | £ 0         | Q-School 2022            |
| 114 | Vladimir Andersen     | £ 0         | Q-School 2022            |
| 115 | Rowby-John Rodriguez  | £ 0         | Q-School 2022            |
| 116 | Jamie Clark           | £ 0         | Q-School 2022            |
| 117 | Ted Evetts            | £ 0         | Q-School 2022            |
| 118 | Connor Scutt          | £ 0         | Q-School 2022            |
| 119 | Richie Burnett        | £ 0         | Q-School 2022            |
| 120 | Kevin Burness         | £ 0         | Q-School 2022            |
| 121 | Scott Waites          | £ 0         | Q-School 2022            |
| 122 | Nathan Rafferty       | £ 0         | Q-School 2022            |
| 123 | Cameron Menzies       | £ 0         | Q-School 2022            |
| 124 | John O'Shea           | £ 0         | Q-School 2022            |
| 125 | George Killington     | £ 0         | Q-School 2022            |
| 126 | Mickey Mansell        | £ 0         | Q-School 2022            |
| 127 | Nick Fullwell         | £ 0         | Q-School 2022            |
| 128 | Shaun Wilkinson       | £ 0         | Q-School 2022            |